# Flora of North America
Flora Americii de Nord (Flora of North America North of Mexico, prescurtat FNA) este o lucrare multivolumică care descrie toate plantele vasculare și briófitele native sau naturalizate prezente în America de Nord, în zona situată la nord de Mexic, cuprinzând Canada, Groenlanda și Statele Unite, inclusiv Florida Keys, Insulele Aleutine și Saint-Pierre-et-Miquelon.1

## Descriere și scop
Proiectul FNA vizează elaborarea a aproximativ 30 de volume, incluzând descrieri taxonomice, sinonimie, chei dicotome, distribuții geografice, status de conservare și hărți pentru aproximativ 20 000 de specii. Peste 20 000 de specii de plante vasculare și mușchi sunt tratate, iar circa 20 % dintre specii sunt ilustate cu desene realizate special. Seria oferă informații într-un format standard, accesibil și riguros.2

## Istorie și organizare
Inițiată în 1966, proiectul a reunit un comitet editorial format din peste 800 de autori și artiști botanici din întreaga lume. Primul volum a fost publicat în 1993 și până în 2024 au apărut cel puțin 24 de volume. În paralel cu publicarea tipărită, conținutul este disponibil și online prin intermediul platformei eFloras și a site-ului oficial FNA.3

## Contribuție științifică
FNA oferă taxoni de referință, încadrare clară, praguri geografice moderne și suport pentru cercetare de mediu, filogenie, genom, ecologie și phenomică. Este considerată cea mai completă referință privind flora Americii de Nord de nord de Mexic.4

## Publicare și structură
- Volume sunt editate în colaborare cu Oxford University Press.
- Fiecare volum se concentrează pe anumite plante: de la ferigi și gimnosperme până la diverse familii de angiosperme. Până în 2011 se publicaseră 16 volume; în 2023–2024 au apărut volume dedicate familiei Fabaceae, Apiaceae, Solanaceae etc.5